# Goslarita
La goslarita és un mineral de la classe dels sulfats que pertany al grup de l'epsomita. El seu nom prové de la localitat de Goslar (Alemanya). La seva fórmula química és Zn(SO₄)(H₂O)₆·H₂O.
Segons la classificació de Nickel-Strunz, la goslarita pertany a «07.CB: Sulfats (selenats, etc.) sense anions addicionals, amb H₂O, amb cations de mida mitjana» juntament amb els següents minerals: dwornikita, gunningita, kieserita, poitevinita, szmikita, szomolnokita, cobaltkieserita, sanderita, bonattita, aplowita, boyleita, ilesita, rozenita, starkeyita, drobecita, cranswickita, calcantita, jôkokuita, pentahidrita, sideròtil, bianchita, chvaleticeita, ferrohexahidrita, hexahidrita, moorhouseita, nickelhexahidrita, retgersita, bieberita, boothita, mal·lardita, melanterita, zincmelanterita, alpersita, epsomita, morenosita, alunògen, meta-alunògen, aluminocoquimbita, coquimbita, paracoquimbita, rhomboclasa, kornelita, quenstedtita, lausenita, lishizhenita, römerita, ransomita, apjohnita, bilinita, dietrichita, halotriquita, pickeringita, redingtonita, wupatkiita i meridianiïta.
Als territoris de parla catalana ha estat descrita a la mina Atrevida (Vimbodí i Poblet, Conca de Barberà) i a la mina San Vicente (Llucena, Alcalatén).